# Distretto di Si That
Il distretto di Si That (in thailandese: ศรีธาตุ) è un distretto (amphoe) della Thailandia, situato nella provincia di Udon Thani.